# Інститут підприємництва та перспективних технологій
Інститут підприємництва та перспективних технологій — вищий навчальний заклад Львова (з філіями у Стрию та Дрогобичі) IV рівня акредитації заснований 1998 року як навчально-науковий інститут Національного університету «Львівська політехніка». Входить до навчального науково-виробничого комплексу «Школа-Коледж-Університет-Підприємство». Викладацький штат налічує 131 викладачів, зокрема 50 кандидатів наук і 2 професори та доктори наук.

## Факультети
В інституті навчання ведеться на трьох факультетах:
- Факультет економіки та інформаційних технологій
- Факультет заочного та дистанційного навчання
- Відділення підготовки молодших спеціалістів